# تهمینه

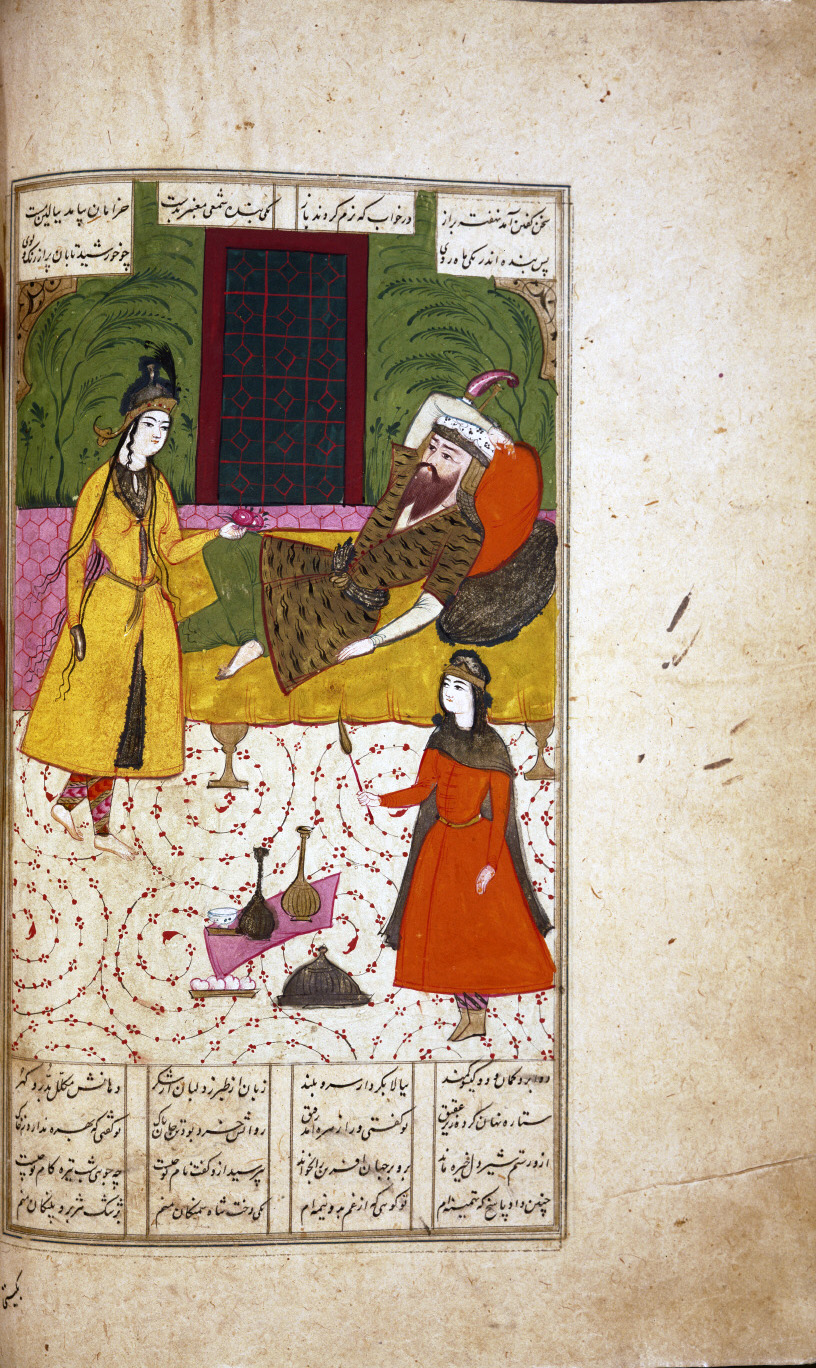
آمدن تهمینه دختر شاه سمنگان به دیدار رستم

تَهمینه شخصیت قهرمان زن در حماسه ملی شاهنامه و منظومه تهیمنه نامه است؛ او دختر شاه سمنگان، همسر رستم و مادر سهراب است. 
تهمینه ساخته شده از دو بخش تهم و اینه که بخش اول به مفهوم قوی و نیرومند و بخش دوم پسوند نسبت است و با هم به معنی زن قوی و نیرومند می‌باشد.

## تهمینه در شاهنامه
فردوسی، دربارهٔ این بانو چنین می‌سراید، که روزی رستم برای نخجیر به مرز سمنگان رسید، گوری را شکار کباب کرده و خورد، آنگاه رخش را در بیشه‌زار رها بخواب و استراحت پرداخت. عده‌ای از سواران ترک در آن شکارگاه رخش را بی‌صاحب یافته آن را با خود به سمنگان بردند. رستم که از خواب برخاست به اطراف نظر افکند، رخش را ندید دلگیر شد به ناچار از جای بلند شد زین را کول کرده پی اسب را گرفته به شهر سمنگان رسید:
| چو نزدیک شهر سمنگان رسید |  | خبر زو به شاه و بزرگان رسید |

تنی چند از اهالی سمنگان ورود رستم دستان را به شاه سمنگان خبر می‌دهند، مرزبان سمنگان به محض آگهی با چند تن از خاصان و بزرگان به استقبال رستم آمده او را با احترام به ارگ دعوت و به افتخار او بزم شایسته‌ای برپا می‌کنند. رستم از گم شدن رخش اظهار نگرانی می‌کند، شاه سمنگان و اعیان آن جا به رستم اطمینان می‌دهند رخش پیدا خواهد شد نگران نباشد. تهمتن شاد گردیده، تا پاسی از شب به می‌گساری پرداخت سپس در بستری که برایش آماده شده بود به خواب رفت ولی در امتداد شب مهمان ناخوانده بر او وارد می‌شود:
| یکی بنده شمعی معنبر به دست |  | خرامان بیامد به بالین مست       |
| پس پرده اندر یکی ماهروی    |  | چو خورشید تابان پر از رنگ و بوی |
| دو ابروکمان و دو گیسو کمند |  | به بالا به کردار سرو بلند       |
| روانش خرد بود و تن جانِ پاک |  | تو گفتی که بهره ندارد ز خاک     |

### آمدن تهمینه به نزد رستم
چون پاسی از شب گذشت و رستم بخواب فرورفت در اتاق به آرامی باز شد و تهمینه با شمعی در دست آهسته بر بالین مست آمد، رستم از خواب بیدار گشت خیره به تهمینه نگریست و نام و سبب مراجعه او را در آن موقع نا به هنگام پرسید که در جواب شنید: من دختر شاه سمنگان از پشت شیران و پلنگان هستم که در جهان جفتی لایق من نیست، از تو افسانه‌ها شنیده‌ام که هیچ ترسی از شیر و نهنگ و پلنگ نداری، شب تیره تنها به مرز توران شدی از تفحص در آن مرز هیچ هراسی در دل نداری، گوری را به تنهایی بریان کرده می‌خوری، چون اینگونه آوازه تو را شنیدم به پیشت آمده‌ام:
| چنین داد پاسخ که تهمینه ام |  | تو گویی که از غم به دو نیمه‌ام |
| یکی دخت شاه سمنگان منم     |  | ز پشت هژبر و پلنگان منم       |

رستم که از زیبایی تهمینه خیره مانده بود، نام یزدان جهان آفرین را بخواند و آن نیک رو آهسته پهلوی رستم نشست. چون رستم پری‌چهره را بر آنگونه دید که از هر دانشی نزد او بهره ی است هیچ فرجامی جز فرّهی ندید، گفت باید موبدی حاضر گشته تا از شاه بخواهد تو را به عقد من درآورد و تهمینه از پیشنهاد او بسیار شاد شد:
| به گیتی ز شاهان مرا جفت نیست |  | چو من زیر چرخ کبود اندکیست |
| کس از پرده بیرون ندیده مرا   |  | نه هرگز کس آوا شنیدی مرا   |

تهمینه در ادامه می‌گوید چون وصف پهلوانی تو را شنیدم ندیده عاشق تو گشته‌ام و بدان که من عقلم را فدای عشق تو کرده‌ام و از خدای جهان آرزو دارم از تو فرزندی به من عطا فرماید که مانند تو باشد، از این گذشته من آمده‌ام که خبر یافتن رخش را نیز به تو بدهم. تهمتن چون سخنان تهمینه را شنید، همان شب او را به عقد خویش درآورد. نـُـه ماه پس از آن شب وصل، سهراب یل چشم به جهان گشود. شاه سمنگان از این وصلت بسیار شادمان شد و بزرگان و اکابر سمنگان همه به رستم تبریک گفتند و جشن بزرگی به افتخار عروس و داماد برپا کردند.

## تهمینه در منظومه تهمینه‌نامه
خلاصه ای از منظومه تهمینه‌نامه چنین است: پس از کشته شدن سهراب، تهمینه دو هفته در سمنگان سوگواری می‌کند. در هفته سوم نزد پدرش می‌رود و از تصمیم خود برای گرفتن انتقام از خاندان رستم سخن می‌گوید. پدرش هشدار می‌دهد که رستم پهلوانی شکست‌ناپذیر است و او را از کین‌خواهی بازمی‌دارد، اما تهمینه مصمم است. او با سپاهی به سوی زابلستان حرکت می‌کند.
با رسیدن خبر این لشکرکشی، رستم پیکی می‌فرستد تا دلیل آن را جویا شود. پیک توسط سپاه تهمینه دستگیر شده و نزد او برده می‌شود. تهمینه پیام می‌دهد که مادر سهراب است و برای خون‌خواهی آمده. رستم برای دیدار با او می‌رود، اما تهمینه با دیدن رستم، خشمگین شده، به او حمله می‌کند و او را نکوهش می‌کند. سپس زال را نیز مورد سرزنش قرار می‌دهد.
تهمینه تصمیم می‌گیرد به گور سهراب برود. فردای آن روز آماده نبرد می‌شود، اما زال و رودابه با نصیحت و سوگند او را آرام می‌کنند. تهمینه سرانجام می‌پذیرد که در زابل بماند.
مدتی بعد، رستم برای دلجویی از تهمینه هدایایی می‌فرستد. زال نیز با سخنانی، مقصر را افراسیاب معرفی می‌کند و پیشنهاد می‌دهد تهمینه به شبستان رستم بازگردد. تهمینه می‌پذیرد و با تشریفات به زابل می‌رود. پس از آشتی با رستم، فرزندی از او به دنیا می‌آورد که نامش را فرامرز می‌گذارند.